# 肖尼敦 (密蘇里州)
肖尼敦（英語：Shawneetown）是位於美國密蘇里州開普吉拉多縣的普查規定居民點。

## 歷史
肖尼敦的郵局於1871年設立，其後於1946年停運。

## 人口
根據2020年美國人口普查的數據，肖尼敦的面積為1.53平方千米，皆為陸地。當地共有人口132人，而人口密度為每平方千米86.27人。